# П'єро Феррарі
Не плутати з італійським футболістом П'єтро Ферраріс
П'єро Феррарі (англ. Piero Ferrari; нар. 22 травня 1945, Кастельветро-ді-Модена, Модена, Італія) — італійський підприємець, син Енцо Феррарі від Ліни Ларді, власник 10 % частки в автомобільній компанії «Ferrari» і її віцепрезидент.
Почав працювати з Енцо в 1970-ті, контролюючи виробництво спочатку дорожніх машин, а потім й організовував роботу перегонового департаменту компанії. Після смерті жінки Енцо, Лаури, його признав батько і він отримав прізвище Феррарі. У 1988 році після смерті Енцо був висунутий у віцепрезиденти як єдиний нащадок сім'ї Феррарі. У 1998 році був номінований на посаду президента італійської авіабудівної компанії «Piaggio Aereo Engineering».
Після IPO 21 жовтня 2015, його 10 % акцій стали коштувати $1.1 млрд.
28 квітня 2016 року увійшов до числа акціонерів Ferretti Group (виробник яхт) із часткою в 13.2 % акцій.
У 2016 Forbes оцінив його статки в 1,17 млрд дол. і розмістив на 1694 місці у світі і 41 в Італії.
Нагороджений орденом «За заслуги в праці» 2004 року. Науковий ступінь інженера отримав в Моденському університеті.

## Особисте життя
Жінка — Флоріана Налін, дочка і два внуки. Живе в Модені в будинку батька.